# Něvskoje
Něvskoje (rusky Невское озеро) je lagunové jezero v Sachalinské oblasti v Rusku. Má rozlohu 178 km². Povodí jezera má rozlohu 3050 km².

## Pobřeží
Leží na jihu Tym-Poronajské nížiny. Na východní, severní a západní straně je obklopeno horskými mechovými bažinami. Na jihu je úzkou kosou oddělené od zálivu Těrpenija Ochotského moře.

## Vodní režim
Do jezera ústí řeky Olenja, Rukytama a mnohé další. Kolísání úrovně hladiny závisí převážně na přílivech a odlivech.